# Jan Koetsier
Jan Koetsier [kuˈtsiːɾ] (* 14. August 1911 in Amsterdam; † 28. April 2006 in München) war ein niederländischer Dirigent und Komponist.

## Leben
Koetsier studierte an der Berliner Hochschule für Musik und dirigierte im Jahre 1937 erstmals das Concertgebouw-Orchester (als Gastdirigent). Von 1942 bis 1948 war Koetsier dort stellvertretender Dirigent. Der nach der Befreiung von der deutschen Besatzung eingerichtete „Ereraad voor de muziek“ schloss Koetsier ursprünglich für 10 Jahre aus dem Musikleben aus, verkürzte den Ausschluss dann aber auf ein Jahr. Durch die Vermittlung von Eugen Jochum ging Koetsier im Jahre 1950 als Erster Kapellmeister zum Symphonieorchester des Bayerischen Rundfunks. 
Jan Koetsier schrieb Kammermusik, Orchester- und Chorwerke sowie die Oper „Frans Hals“. Von 1966 bis 1976 war er an der Hochschule für Musik und Theater in München, an der er die Dirigierklasse leitete.

Vom Kammerchor des Pestalozzi Gymnasiums München stammt eine der wenigen Aufnahmen seiner Messe (Missa in honorem Sancti Antonii de Padua).
An der Hochschule wurde 1999 eine Jan-Koetsier-Stiftung eingerichtet, die unter anderem den Internationalen Jan-Koetsier-Wettbewerb ausrichtet.
Koetsier lebte 30 Jahre (1976–2006) in Rattenkirchen, Landkreis Mühldorf am Inn. Er starb im Alter von 94 Jahren.

## Werke (Auszug)
- Valerius Ouverture O Nederland let op uw saeck, op. 22 (1942, rev. 1966). Uraufführung 1942 durch das Omroeporkest.[4]
- Symfonie nr. 2, op. 30 (1946). Uraufführung 1948 durch das Concertgebouw-Orchester unter Koetsier.[3]
- Sonata Praeclassica, op. 142 (1995)